# AGM-86 ALCM
Pour les articles homonymes, voir AGM.
L'AGM-86 ALCM est un missile de croisière conventionnel ou nucléaire américain.

## Mission
L'ALCM a été conçu pour augmenter l'efficacité du bombardier Boeing B-52 du Strategic Air Command en environnement très défendu. Il est capable d'en emporter huit en soute, sur un lanceur rotatif, plus douze sous les ailes. La portée de 2 000 km permet de le tirer à distance de sécurité. Après le tir, le missile de croisière déploie ses ailes, sa dérive et l'entrée d'air puis démarre un petit turboréacteur lui permettant de voler à une vitesse légèrement inférieure à celle du son. Le guidage est assuré par reconnaissance du relief, une base de données embarquée dans la mémoire du missile lui permet de déterminer sa position et sa route. Capable de voler à très basse altitude, il est très difficile à détecter et donc à contrer. Le guidage terminal est très précis. Il est chargé de trois différentes missions :
- La frappe nucléaire tactique/stratégique, grâce à sa charge thermonucléaire W80 (puissance comprise entre 5 kT et 150 kT) ;
- La frappe chirurgicale en environnement très défendu, avec une charge conventionnelle de 1 450 kg ;
- La destruction d'ouvrages fortifiés, avec un pénétrateur de 540 kg.

## Développement
L'histoire de l'AGM-86 commence en 1968, lorsque l'United States Air Force envisage de créer un petit aéronef capable de se diriger seul, afin de tromper les radars en faisant croire à une formation de bombardiers. Rapidement, l'idée de l'équiper d'une tête nucléaire fit son chemin et, en 1970, le programme ZAGM-86A est lancé. Rapidement, la facture grimpe, notamment en ce qui concerne l'électronique, et en 1973, le développement de la partie leurre est abandonnée. L'AGM-86 devient un missile de croisière à part entière. En février 1974, Boeing gagne le contrat, renommé AGM-86A. En mars 1976 a lieu le premier vol, puis en septembre le premier vol guidé. L'US Air Force demande une rallonge de la portée du missile, pour atteindre l'objectif de 2 400 km. Pour parvenir à ce nouvel objectif, il est nécessaire d'augmenter la taille du missile, ce qui va poser un problème majeur. Il ne rentre plus dans la soute du B-1A et nécessite la création de nouveaux pylônes d'emport. L'US Air Foce abandonne donc son projet appelé ERV (Extended Range Vehicle) et décide de s'en tenir à la production de l'AGM-86A en 1977.
À la suite du lancement du programme JCMP (en anglais : « Joint Cruise Missile Project » : Projet de Missile de Croisière Commun), l'US Air Force et l'United States Navy doivent harmoniser leurs décisions concernant les missiles de croisière. En effet, si l'US Air Force a choisi l'AGM-86, l'United States Navy a opté pour le BGM-109 Tomahawk. Finalement, les deux missiles recevront la propulsion de l'AGM-86 et le système de guidage du BGM-109. La version courte portée AGM-86A est abandonnée et seul l'ERV, renommé AGM-86B, est conservé pour être mis en compétition avec l'AGM-109, version Air-Sol du BGM-109. En août 1979, l'AGM-86B fait son premier vol, et en mars 1980, il est déclaré vainqueur du concours. En décembre 1982, il est déclaré opérationnel sur les  B-52H  du 416th Bombardment Wing stationnés sur la Griffiss Air Force Base dans l'état de New York.
Il effectue des essais au Canada lors de neuf vols d'une durée moyenne de 3 h 45 min, sur une distance de 2 500 km démarrant lors du largage depuis la Mer de Beaufort, à 1 830 m d'altitude, qui se termine au Primrose Lake (en), en Alberta, dont le relief est similaire à celui de l'URSS, entre le 18 février 1985 et le 28 février 1988, le 3e tir le 25 février 1986 étant un échec, le missile s’abîmant en mer, et les tirs des 24 février et 1er mars 1987 servant à tester la défense antiaérienne du Commandement de la défense aérospatiale de l'Amérique du Nord. À noter que Greenpeace a tenté de perturber le premier tir en lâchant des ballons sur sa trajectoire présumée.
En juin 1986, un nombre limité de missiles AGM-86B sont modernisés pour transporter une ogive a fragmentation hautement explosive. Ce CALCM est désigné AGM-86C. Cette modification remplace également le système de guidage d'adaptation du contour du terrain du modèle B et intègre un système de positionnement global embarqué couplé à son système de navigation inertielle pour voler. Cela permet au missile de se guider vers la cible avec une précision extrême.
Entre 1997 et 1999, deux autres charges conventionnelles pour la version AGM-86D sont essayées, la charge creuse en tandem BROACH et BAE Systems Global Combat Systems Munitions, Thales Missile Electronics et l'Advanced Unitary Penetrator (AUP) 3M, construite par Lockheed Martin. Cette dernière est retenue en décembre 1999.

## Construction
Le missile peut être séparé en quatre sous-sections :

### Guidage
Le système TERCOM (TERrain COntour Matching : repérage des contours du terrain) AN/DPW-23 fonctionne en comparant le relief entourant le missile à celui stocké dans une base de données interne. Ainsi, le missile est capable de se recaler en permanence sur sa route théorique et donc très difficile à brouiller. Le guidage du missile utilise des centrales inertielles pour déterminer l'attitude du missile et le système TERCOM pour déterminer sa position. Le taux d'erreur circulaire à l'impact se trouve à l'origine compris entre 30 et 90 m. Avec l'utilisation d'un récepteur GPS construit par Interstate Electronics Corporation (acheté en 1999 par L-3 Communications), Boeing a réussi en décembre 1996 un tir d'essai qui après un vol de 4,5 h a touché à moins de 2,5 m de l'objectif. La conversion en série des missiles avec ce nouvel équipement a lieu à partir de l’an 2000. La précision demandée étant de trois mètres.

### Charge militaire
Le missile peut emporter trois types de charges militaires selon la mission à remplir :
- Nucléaire (W80-1) de 5 à 150 kT ;
- Conventionnelle à fragmentation/souffle de 1 450 kg ;
- Pénétrante avec pénétrateur Advanced Unitary Penetrator (AUP) 3M construit par Lockheed Martin de 540 kg[6].

### Contrôle
Le contrôle en vol est assuré par les trois surfaces de l'empennage. Ces trois surfaces sont repliées tant que le missile n'est pas tiré. La portance est assurée par deux ailes à grand allongement, également repliées sous le fuselage avant le tir.

### Propulsion
La propulsion est assurée par un petit turboréacteur Williams F107-WR-100 ou -101 de type Turboréacteur à double flux, fournissant 2,7 kN de poussée. Ce turboréacteur équipe également le missile BGM-109 Tomahawk.

## Carrière opérationnelle

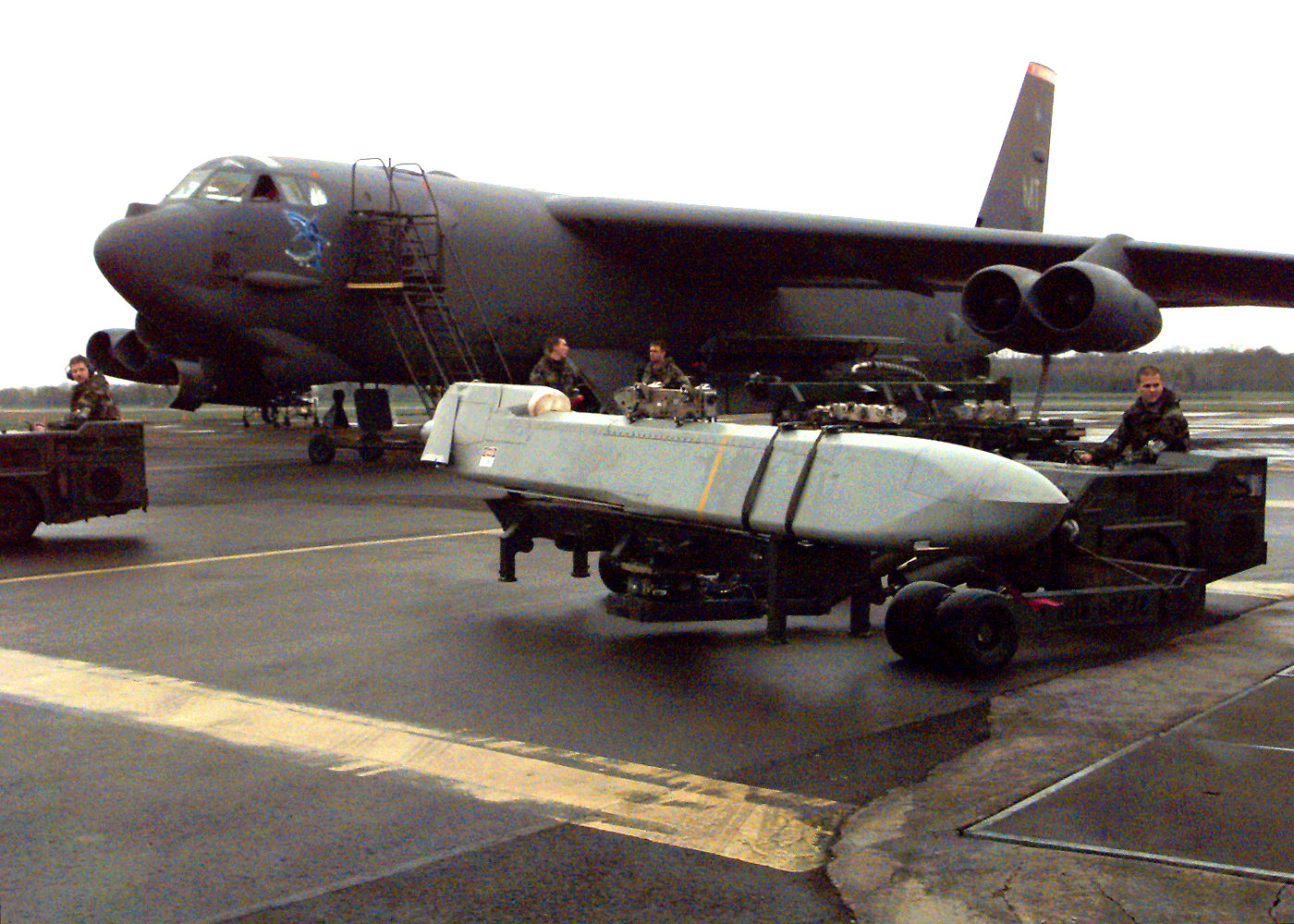
Embarquement d'un AGM-86C à bord d'un B-52 à RAF Fairford le 30 mars 1999 durant la guerre du Kosovo.

Seule la version AGM-86C conventionnelle, développée dans le secret dans les années 1980, les premiers exemplaires obtenus en convertissant des AGM-86A en 1986 et la version D, a été employée au combat. Leur baptême du feu a lieu lors d'une mission secrète à l'ouverture de l'opération Tempête du désert, le 15 janvier 1991, par le tir depuis sept B-52G du 2nd Bomb Wing, décollant de Barksdale Air Force Base en Louisiane, de 35 missiles de croisière AGM-86 équipés d'une charge conventionnelle de 1 000 livres contre des centrales électriques et d'autres cibles en Irak. Cette mission est alors la plus longue de l'histoire militaire aérienne (plus de 14 000 milles nautiques et 35 heures de vol).
En 1996, ils entrent de nouveau en action en Irak lors de la répression de Saddam Hussein envers les Kurdes, treize missiles sont tirés. En 1998, de nouveaux AGM-86 sont tirés contre l'Irak, puis en 1999 contre l'ex-Yougoslavie durant la guerre du Kosovo. Enfin, l'arme a été utilisée pour la dernière fois en 2003, dans sa version AGM-86D, contre des bunkers irakiens.
En 2017, il est prévu que les versions nucléaires soient remplacées, à partir de la fin des années 2020, par un nouveau missile tiré du programme « Long Range Stand Off Weapon (en) »,. En août 2020, il y avait 536 AGM-86B en stock. La durée de vie initiale prévue de ces missiles étaient de 28 ans, elle est dépassée depuis 2017[réf. souhaitée].
Lorsque la décision de retirer les AGM-86 conventionnels est prise début printemps 2019, les 186 AGM-86C et les 34 D précédemment basés sur les bases aériennes de Fairchild, dans l'État de Washington, et Andersen à Guam, sont stockés sur celle de Barksdale, en Louisiane.
Le AGM-86C/D CALCM est retiré de l’inventaire le 20 novembre 2019, remplacé par le missile conventionnel AGM-158B JASSM-ER,.

## Versions

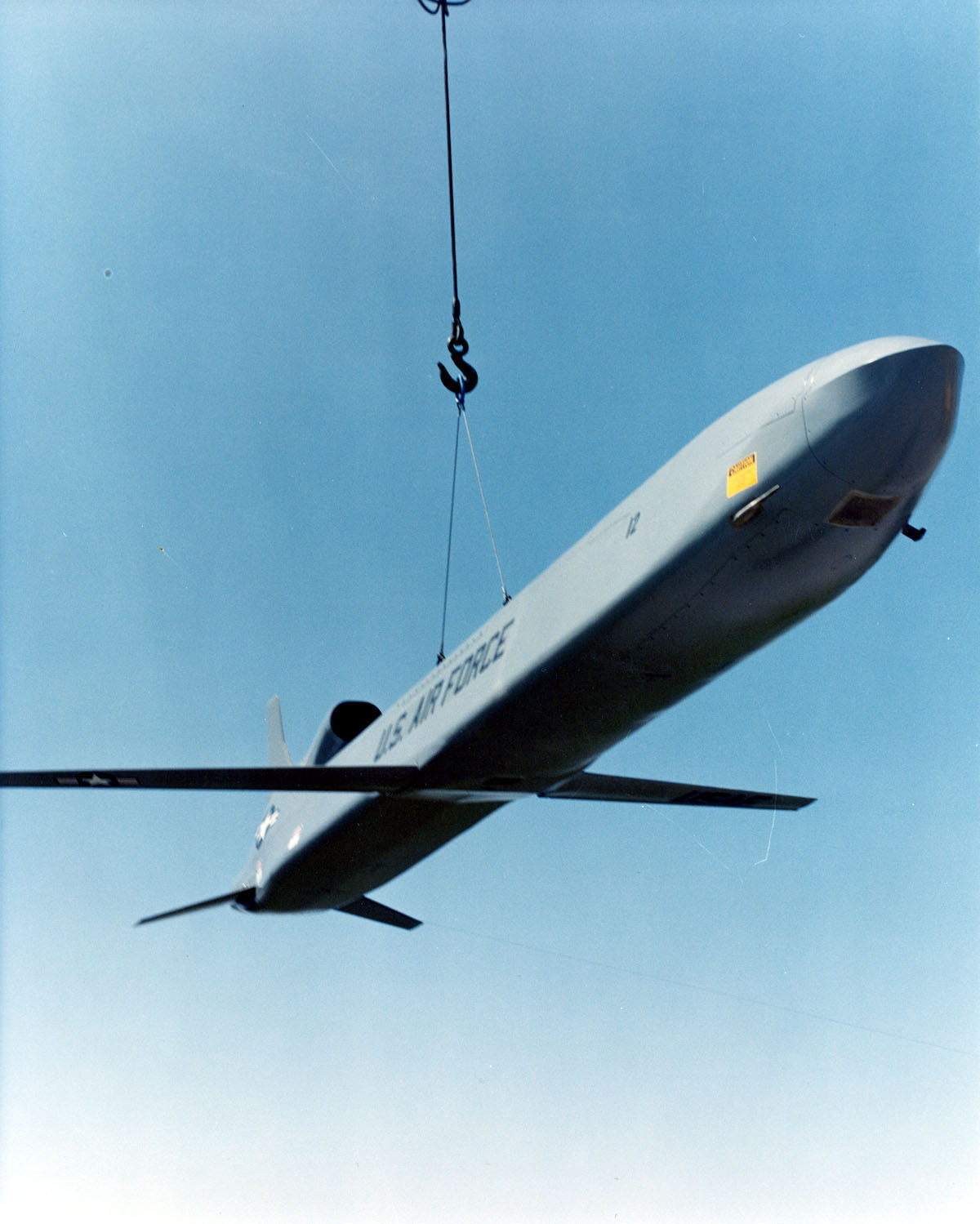
AGM-86B.

- ZAGM-86A : (1970) Étude initiale de l'arme, rayon d'action et forme différentes.
- AGM-86A : (1974) Version de production du ZAGM-86A. Non produit.
- AGM-86A ERV : (1976) Étude d'une version à rayon d'action allongé (2 400 km). Non produit car il ne rentrait plus dans la soute de l'avion qui devait l'employer.
- AGM-86B block I : (1979) Version de production de l'ERV.
- AGM-86B block II CALCM : (1986) Un petit nombre d'AGM-86 est mis à jour, nouveau TERCOM, centrales à inerties recalées par GPS, charge conventionnelle de 900 kg. Sert de base à l'AGM-86C CALCM.
- AGM-86C CALCM block 0 : Version de production de l'AGM-86B bloc II CALCM. Le rayon d'action est significativement plus court en raison de la masse plus importante.
- AGM-86C CALCM block 1 : (1996) Mise à jour du GPS, charge utile portée à 1 450 kg.
- AGM-86C CALCM block 1A : (2001) Mise à jour du GPS, très grande précision terminale (de l'ordre du mètre).
- DATM-86C : Version inerte d'entraînement à la manutention (pas de propulsion, pas de charge).
- AGM-86D CALCM Block II : (2001) Version équipée d'une tête pénétrante AUP de 540 kg pour détruire les cibles fortifiées ou profondément enterrées.

## Vecteurs

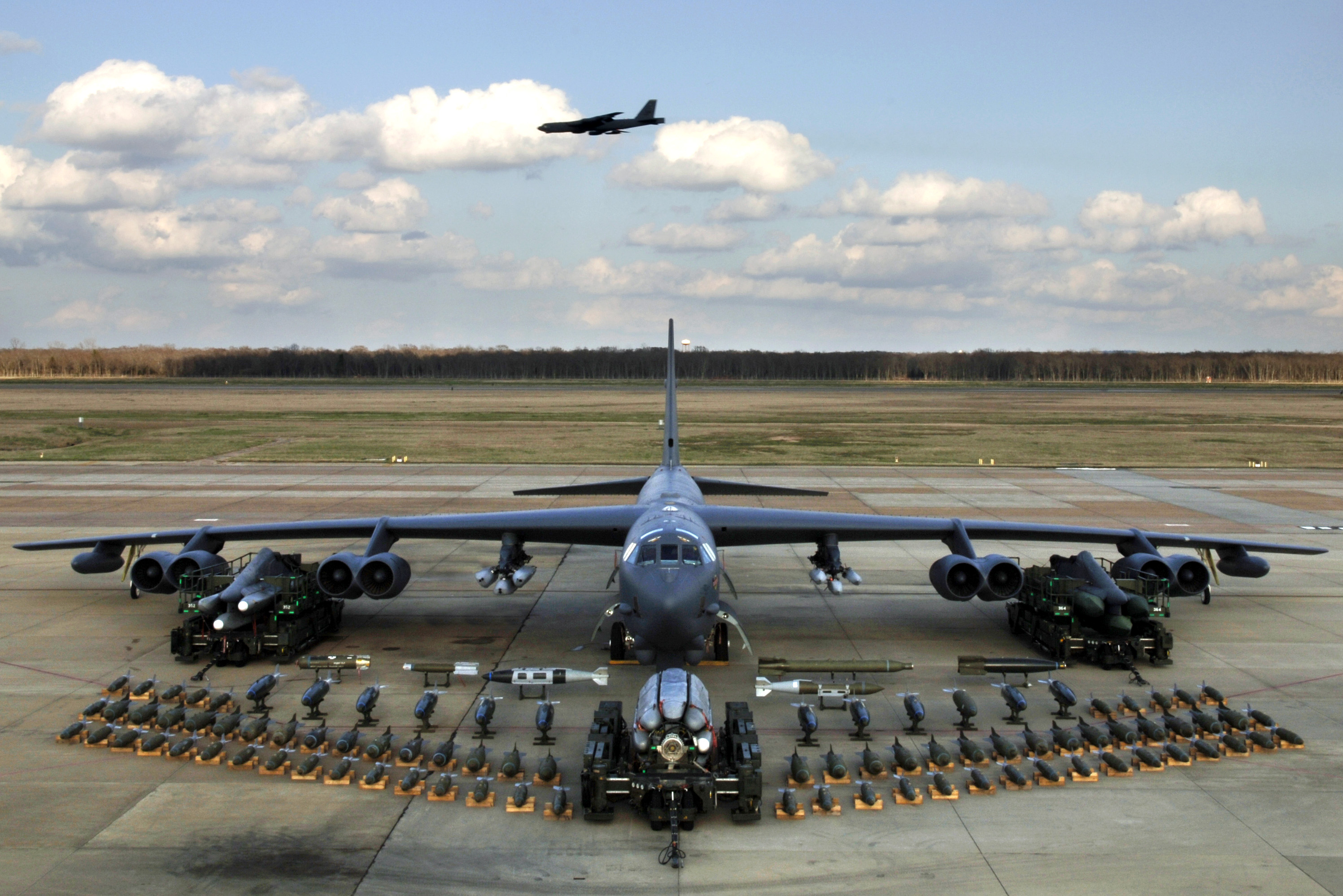
Un B-52H du photographié avec son arsenal embarqué, à Barksdale Air Force Base.

Il peut être embarqué en soute dans un Common Strategic Rotary Launcher, un barillet rotatif octuple. Il faut onze heures pour mettre les huit missiles en place manuellement et deux heures et demie dans un bâtiment spécialisé. Le lanceur rotatif nécessite sept secondes avant que le magasin suivant ne soit tourné en position de libération.
- Boeing B-52H

## Utilisateur
- États-Unis : au sein du United States Strategic Command de l'US Air Force.

### Armes du même type
- Chine
  - CJ-10
- États-Unis
  - AGM-69
  - AGM-109
  - AGM-129 ACM
  - AGM-137 TSSAM
  - AGM-158 JASSM
- Russie
  - Kh-55